# اختلال سلوک
اختلال سلوک مجموعه‌ای پایدار از رفتارهایی در کودک یا نوجوان است که به مرور زمان شکل می‌گیرد و تحول می‌یابد و معمولاً مشخصه اختلال سلوک یکی از اختلالات روانی است که در کودکی یا نوجوانی تشخیص داده می‌شود. این اختلال وجود یک الگوی تکراری و مداوم، از رفتاری است که در آن حقوق اساسی دیگران یا مقررات زیر پا گذاشته می‌شود.
مشکلات اختلال سلوک به‌وسیله رفتارهای ضداجتماعی توصیف شده‌اند؛ مانند دزدی، دروغ‌گویی، جنگیدن و انفجارهای خشم، که این رفتارها می‌تواند مشکلات قابل توجهی برای کودکان و خانواده‌های آنان ایجاد کند و هزینه قابل توجهی را نیز به جامعه تحمیل کند.

## ویژگی‌های بالینی
علائم اختلال یک شبه ظاهر نمی‌شوند، بلکه بسیاری از علائم آن در طول زمان شکل گرفته‌اند و به الگوی مستمر نقض حقوق دیگران می‌انجامند. سن متوسط شروع اختلال سلوک در پسرها پایین‌تر از دختران است. پسرها اکثراً در فاصله سنی ۱۰ تا ۱۲ سالگی می‌توانند دچار این اختلال شوند، درحالی‌که دخترها پیش از اینکه دارای این ملاک‌ها شوند به سن ۱۴ تا ۱۶ سالگی رسیده‌اند.

افراد پرخاشگر دچار اختلال سلوک به ویژه در موقعیت‌های مبهم به‌طور مکرر مقاصد دیگران را خصمانه‌تر و تهدید کننده تر از آنچه که هست، برداشت می‌کنند در نتیجه با پرخاشگری پاسخ می‌دهند و پرخاشگری خود را موجه و منطقی می‌دانند.

رفتار پرخاشگرانه ضداجتماعی ممکن است به صورت قلدری، پرخاشگری جسمی و رفتار بی‌رحمانه نسبت به همسالان تظاهر کند. چنین کودکانی ممکن است متخاصم، بددهن، گستاخ و نافرمان بوده و نسبت به بزرگترها منفی کاری نشان دهند.

دروغ گویی مستمر، فرار مستمر از مدرسه و خرابکاری شایع است. در موارد شدید خرابکاری، دزدی و خشونت جسمی نیز دیده می‌شود. افکار و ژست‌های خودکشی در آن دسته از کودکان و نوجوانان مبتلا به اختلال سلوک که در تعارض با همسالان، اعضای خانواده و قانون هستند و قادر به حل مسئله نیستند، شایع است.

برخی کودکان که رفتارهای پرخاشگرانه دارند قادر به ایجاد دلبستگی اجتماعی نیستند که این ناتوانی به صورت اشکال در روابط با همسالان تظاهر می‌کند. این افراد برای این احساسات و امیال و رفاه دیگران اهمیتی قائل نیستند.

ADHD و اختلال نافرمانی مقابله جویانه هر دو در افراد دچار اختلال سلوک شایع هستند و این هم ابتلایی پیش‌بینی کننده پیامدهای بدتری است. کودکانی که علائم را در سنین پایین‌تر بروز می‌دهند، تعداد بیشتری از علائم را دارند و این علائم را با شدت بیشتری بروز می‌دهند، بدترین پیش آگهی را دارند.

## همه گیرشناسی
مطالعاتی که در این زمینه در کشور ایران انجام شده است، میزان آن را در استان کردستان %۶٫۹ و در شهرستان سیرجان در دختران %۸٫۷ و در پسران %۱۳٫۱ گزارش کرده‌اند. این مقدار در آمریکا برای دختران ۲ تا ۹ درصد و برای پسران ۶ تا ۱۶ درصد گزارش شده است.

## سبب‌شناسی
از مواردی که می‌توانند سبب شروع این اختلال شوند، می‌توان به سوءرفتار جسمی و جنسی یا غفلت در کودکی،
تکانشگری، روش انضباطی غیر صحیح والدین و نظارت ضعیف آن‌ها بر کودک، هوش پایین کودک اشاره کرد.
شیوه تربیتی خشن و همراه با تنبیه کودک که پرخاشگری کلامی و جسمی نمود این شیوه هستند یا بروز رفتارهای
پرخاشگرانه در کودک ارتباط دارد. کودکان در خانواده‌های که وضعیت آشفته‌ایی دارند، مستعد ابتلا به اختلال سلوک و
بزهکاری هستند.
چنانچه والدین خود دارای آسیب‌های روانی باشند و به کودک آزاری یا غفلت از کودک بپردازند، سایکوپات باشند یا
وابسته به الکل یا مواد باشند می‌تواند کودکان خود را به سمت ابتلا به اختلال سلوک سوق دهند. دیده شده است که بسیاری از والدین کودکان مبتلا به اختلال سلوک دچار آسیب‌های روانی شدید مثل اختلالات روان پریشی هستند. مصرف
الکل در طول دوره بارداری مادر می‌تواند یکی از عوامل مهم تأثیرگذار در ابتلای کودک به اختلال سلوک باشد.
تحقیقات همواره نتایج نامطلوبی از مصرف زیاد الکل در دوران بارداری بر رشد جسمی، عصبی و رفتاری جنین نشان
داده است.
عوامل روانشناختی: ضعف تنظیم هیجان در کودکان با میزان بالاتر پرخاشگری و اختلال سلوک همراه است. تنظیم هیجان با کفایت اجتماعی همراه بوده و می‌توان آن را حتی در کودکان پیش دبستانی نیز مشاهده کرد. کودکانی که میزان کژتنظیمی هیجان بالاتری دارند، درجات بالاتری از پرخاشگری را نیز بروز می‌دهند. همچنین این کودکان در عملکردهای شناختی مربوط به لوب پیشانی مغز مشکل دارند.

## درمان
مداخلات اولیه پیشگیرانه مستمر در صورتی که در سنین کودکستان شروع شوند، می‌توانند به میزان چشمگیری سیر و پیش آگهی رفتار پرخاشگری را اگر مداخلات درمانی از سنین پایین شروع شود می‌تواند به میزان بالایی در بهبود کودک مبتلا نقش داشته باشد.
درمان شناختی-رفتاری که نوعی از روان درمانی است می‌تواند باعث کاهش میزان زیادی از علائم شود.
خصوصاً این درمان در کاهش علائم واضح این اختلال مثل دزدی و دروغ گویی موفق تر است.
برنامه‌های (parent management training) PMTکه اغلب در غالب گروهی ارائه می‌شوند، کارایی
خود را در پیش‌گیری و کاهش مشکلات رفتاری کودکان نشان داده‌اند. یکی از مزیت‌های این نوع درمان
گروهی در این است که معاشرت و تعامل خانواده‌هایی که فرزند مبتلا به اختلال را دارند باعث می‌شود ننگ
داشتن «فرزند مشکل» کاهش یابد و خانواده‌ها از حمایت اجماعی برخوردار شوند.
نوع دیگری از برنامه درمانی به نام PCIT (parent-child interaction therapy) وجود دارد که از PMT
مشتق شده است و در آن درمان با خانواده‌های منفرد انجام می‌شود و مشکلات کودک طی چندماه گذشته
بررسی می‌شود.
درزمینه اثربخشی مداخلات دارویی، اعتقاد بر این است که ریسپریدون، هالوپریدول و داروهای SSRI می‌توانند در کاهش نشانه‌ها مؤثر باشند.